# Fairy Moon
Fairy Moon é uma série de mangá criada por Arina Takeuchi com 200 edições e patrocínado pola Ribbon Mangás.
Músicas:
Aberturas:
Graciosa Fairy Moon - Versão japonesa
A canção de um amor inocente
Vamos lá
Kaleidoscópio - Versão Japonêsa
Encerramentos:
Moving Heart - Versão japonêsa
Vive a vida
Canção de Caroll(Littleousa)
Canção de Caroll(Littleousa) - Versão japonesa
Personagens:
Scarlet Moon(Fairy Moon) - Famosa patinadora,talentosa pianista, cantora e ganhou 2 medalhas de ouro,3 de prta e uma de bronze me natação.A lenda da Vitória Régia, existi uma lenda que uma garota é transformada em planta pela Lua e o Cabelo de Scarlet é parece uma pena caida, nos desenhos,os índios usam uma pena em seu arco.
Did Ice(Fairy Mercúrio) - Melhor amiga de Scarlet, é gentil e estudiosa e muito dedicada em tudo, em inglês, seu nome quer dizer:Sabia de Gelo.
Fire Warrior(Fairy Marte) - Implicante,sonhava em ser Fairy Moon, por causa da sua mãe, por isso, implica com Scarlet.Seu nome em inglês quer dizer Guerreira do Fofo.
Thunder Light(Fairy Júpiter) - A mais velha das Fairy SEnshi,mora sosinha e cosinha bem, pratica judô.SEu nome em inglês quer dizer Trovão de luz.
Queen of Love(Fairy Vênus) - Amiga de infância de Scarlet e Thunder,quando tinha dez anos virou patricinha,mas depois mudou quando trabalhou sozinha como Fairy V. Protagonista de Codename wa Fairy V.
Personagens secundários:
Littleousa - írmã de Scarlet.Fairy Little Moon.
Mitsuki Yui(Fairy Saturno) - Mistsuki tinha saúde fraca, vira do mal para abrir o portal das trevas, mas depois se juntou com Littleousa para lutar pela liberdade.
Serenity Koyama(Fairy Plutão) - A mais velha de todas.
Hotaru Makoto(Fairy Netuno) - Namorada de Nozomi,sapatão.
Nozomi Aino(Fairy Urano) - Namorada de Hotaru.
Kina Makoto(Fairy Stars) - No início tenta dar uma cantada em Scarlet, mas vai embora, após levar um fora dela.Írmã de Hotaru.
Kaoro Chiba - Verdadeiro amor de Scarlet, é botânico e ganha poderes após ser espetado por uma espinha de rosa e conheceu Scarlet na aula de natação ~que sua mãe da aula e regata ela após se afogar.